# Panek (Chęciny)
Panek – część miasta Chęciny położona w województwie świętokrzyskim w powiecie kieleckim w gminie Chęciny.
W latach 1975–1998 miejscowość administracyjnie należała do województwa kieleckiego.